# レオン・スレイター
- レオン・スレーター

レオン・スレイター（Leon Slater, 2004年9月27日 - ）は、イングランドのウェスト・ヨークシャー州ブラッドフォード出身のプロレスラー。TNA所属。

## 獲得タイトル
ブリティッシュ・レスリング・レボリューション
- BWRクルーザー級王座：1回

ノース・レスリング
- ノース王座：1回
- ノース・タッグチーム王座：1回

w / マン・ライク・ディレイス
ワン・プロレスリング
- 1PWタッグチーム王座：1回

w / マン・ライク・ディレイス
レボリューション・プロレスリング
- 統一ブリティッシュ・クルーザー級王座：1回
- ブリティッシュJカップ優勝：1回（2023年）

スカッシュA・ジョバー・レスリング
- ASCAタッグチーム王座：1回

w / マン・ライク・ディレイス
TNTエクストリーム・レスリング
- TNT世界王座：1回